# Hidakaea tumidula
Hidakaea tumidula — вид грибів, що належить до монотипового роду  Hidakaea.